# Lac de Fiè
Le lac de Fiè (en italien : lago di Fiè, en allemand : Völser Weiher) est un petit lac alpin situé sur le plateau de Fiè à 1 036 m sur la commune de Fiè allo Sciliar (BZ), à environ 25 km de Bolzano. 
Le lac, entouré de sapins, est situé au pied du massif du Sciliar et de la Punta Santner. Il est alimenté par une source appelée le «sang du Sciliar» (Schlernblut), en raison de son emplacement dans une région où des rites propitiatoires et des sacrifices d'animaux ont été accomplis à l'époque préhistorique. Environ la moitié du lac est occupée par un champ de canne à sucre. 
À l'été 2010, il a été désigné le plus beau lac d'Italie. 

## Étang supérieur

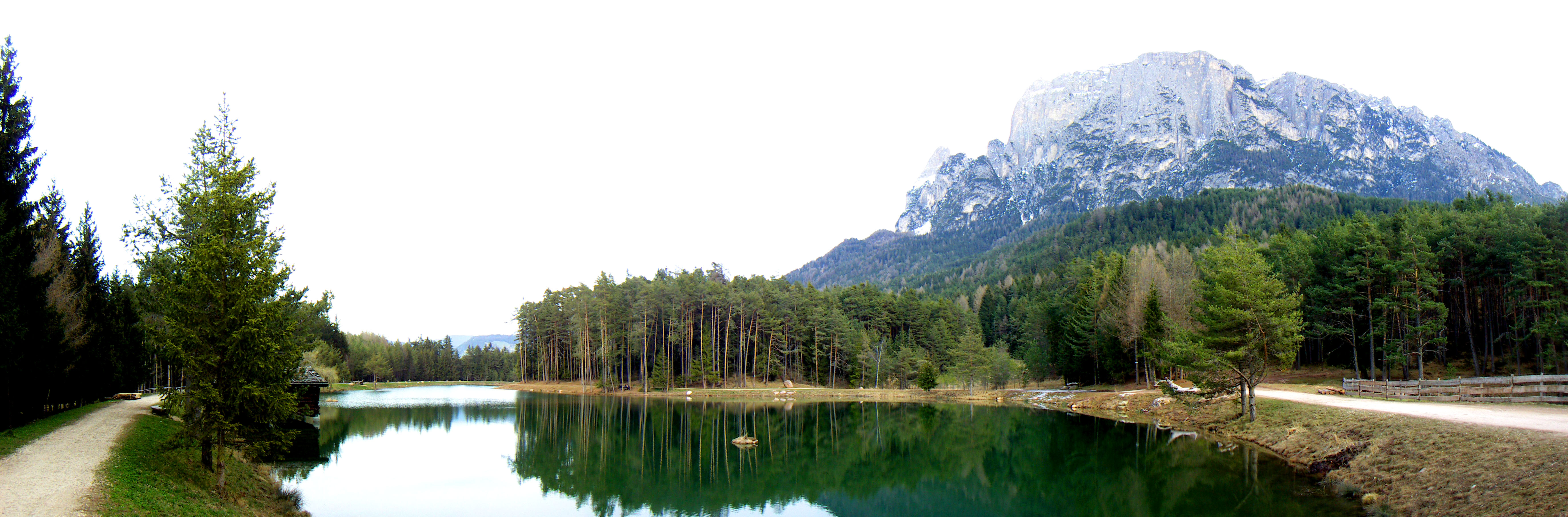
L'étang artificiel.

À l'ouest, à environ dix minutes à pied, se trouve un deuxième bassin artificiel, créé par Leonhard I von Völs, seigneur du Tyrol et capitaine de la région d'Atesina. Le petit lac a été créé pour l'élevage de carpes et l'irrigation des champs sous-jacents. Aujourd'hui encore, il est possible de pratiquer la pêche sportive. 

## La légende de la pierre de la sorcière (Hexenstein)
Dans cette pierre qui se situe entre les deux lacs, les sorcières de la région ont tenu leurs séances et c'est pour cette raison qu'il est considéré comme un lieu plutôt sinistre. 

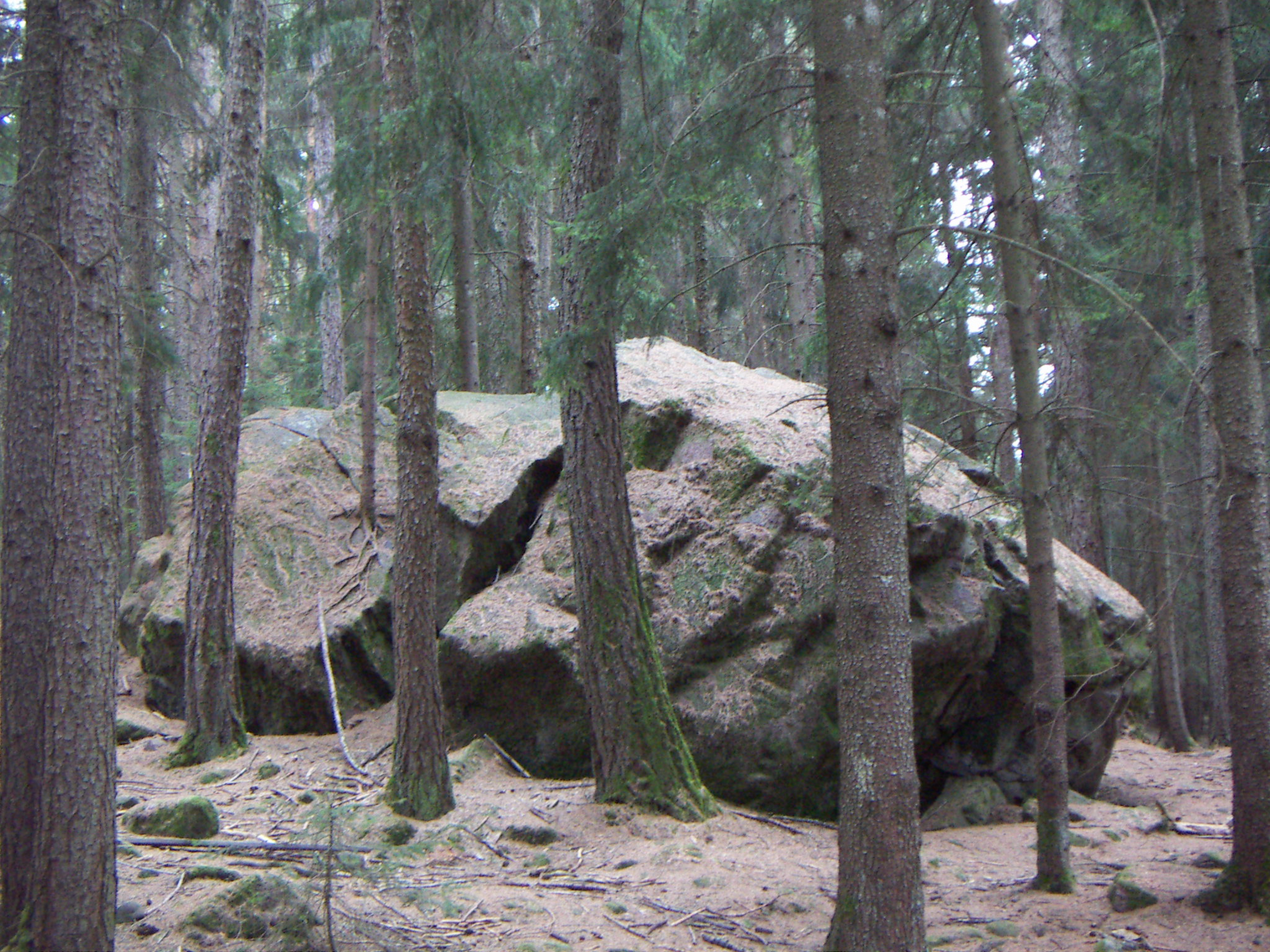
La pierre des sorcières.

À une époque, à Fiè allo Sciliar, un curé de paroisse exerçait sa mission de pasteur. Il luttait constamment contre le peuple des sorciers par la prière et le son des cloches de son église.
Un soir d'été, le curé de la paroisse a marché près du lac lorsqu'il a décidé de se blottir dans la mousse de la forêt et, non loin de la pierre de la sorcière, il s'est reposé pendant une heure. Quand le prêtre fut réveillé, il était déjà tard dans la nuit et il entendit les douze coups provenant du clocher de la ville. Il y eut un bruit assourdissant et les sorcières vinrent à cheval pour commencer leurs danses. Soudain, une des femmes remarqua le curé de la paroisse et toutes les sorcières l'attaquèrent. Elles l'ont torturé et maltraité jusqu'à ce qu'il ne donne plus de signes de vie. Le lendemain matin, l'homme a été retrouvé griffé et mutilé près de la pierre de la sorcière. Le prêtre avait été victime de la vengeance des sorcières. 

## Curiosité
Le quatrième acte du drame Das weite Land d'Arthur Schnitzler, publié en 1911, fait clairement référence au lac. 